# Eco (Fernsehsendung)
Eco ist ein wöchentliches Wirtschaftsmagazin des ORF, das über Neuigkeiten aus der Welt der Wirtschaft und der Finanzen informiert sowie dem Zuseher praktische Informationen näherbringt. In der Sendung werden Hintergrundanalysen zu den Themen Arbeitswelt, Geld, Unternehmen, internationale Wirtschaft und Zukunft präsentiert.

Logo von 2009 bis 2015

## Allgemeines
Eco wird wöchentlich auf ORF 2 donnerstags um 22:30 Uhr ausgestrahlt. Die Sendung wird seit Juli 2017 von Dieter Bornemann moderiert – geleitet wird sie von Katinka Nowotny. Aus aktuellen Anlässen oder zu brisanten Themen wird die Sendung Eco unter dem Titel „Eco Spezial“ ausgestrahlt.
Die Sendereihe begann am 24. Oktober 1979 mit dem Magazin Schilling, damals mittwochs um 21 Uhr. Ab 12. Jänner 1981 wechselte Schilling auf den Montag um 21 Uhr. Seit März 1995 spielt Eco nach der ZIB 2 um 22:30. Ab dem Mai 1999 lief die Nachfolgesendung Euro Austria. Seit dieser Zeit gibt es auch Teletext-Untertitel. Am 17. Oktober 2002 startete dann Eco (damals noch €co) mit Angelika Ahrens, die mit Unterbrechungen bereits in der Schilling- und der Euro-Austria-Redaktion mitarbeitete.
Seit 7. Jänner 2016 wird die Sendung aus einem neuen Studio präsentiert und erhielt somit ein neues Erscheinungsbild. Der vorherige hellblau-graue Farbton wurde durch einen himmelblau-türkisen ersetzt und im neuen Logo wird der Schriftzug mit eckigen Buchstaben dargestellt. Davor war das Erscheinungsbild zuletzt mit der Ausgabe vom 15. Jänner 2009 geändert worden.

## Ratgeber
Seit 1983 erscheint zu Jahresbeginn jeweils die Jahresausgabe des Eco-Jahrbuchs, früher unter dem Titel Schilling, bzw. Euro-Austria. Das Buch zur Sendung informiert über alle Themen rund ums Geld. Verfasst werden die Jahresausgaben vom Team der ORF-TV-Wirtschaftsredaktion.

## Ehemalige Moderatoren und Leiter
- Walter Sonnleitner, Moderator und Gründungsmitglied der Redaktion
- Günter Schmidt, Moderator bis 1991, Leiter der Wirtschaftsredaktion von Gründung bis 1991
- Franz Hlavac, Leiter der Wirtschaftsredaktion (1992–2010)
- Gerlinde Maschler (Moderatorin 1995–1998)
- Hannelore Veit (Moderatorin 1999–2002)
- Angelika Ahrens (Moderatorin 2002–2017)
- Hans Tesch, Leiter der Wirtschaftsredaktion (2010–2017)